# Euxoa trifasciata
Euxoa trifasciata là một loài bướm đêm thuộc họ Noctuidae. Loài này có ở Bắc Mỹ, bao gồm Oregon và California.